# Август Олександр Чорторийський
Август Олександр Чарторийський (пол. August Aleksander Czartoryski; 9 листопада 1697, Варшава — 4 квітня 1782, Варшава) — князь польський,  військовий та державний діяч XVIII століття руського походження. Воєвода руський (з 11 листопада 1731 року). Князь на Клевані та Жукові.

## Біографія
Син підчашого, підскарбія, підканцлера литовського Казимира Чорторийського та його дружини Ізабелли Морштин (донька підскарбія),  молодший брат великого канцлера литовського Міхала Фридерика Чорторийського. Хрещені батьки: король Август II, канцлерка Вєльопольська (до шлюбу д'Аркен).
Батьки сприяли добрій освіті з великим впливом іноземних вчителів, писав французькою не гірше, ніж польською. За свідченнями сестри Констанції (Понятовської): «Олелько, прийшовши на світ з характером насильницьким та вдумливим… обдарований здатністю мислити, з 13 року життя зумів опанувати вади свого характеру". 
1713 року разом з старшим братом Михайлом був відправлений у подорож до Німеччини, Франції, Італії. Потім залишився на Мальті, став членом ордену Іоаннітів, почав службу на флоті. Через кілька років перейшов на службу до австрійського війська, брав участь у битві під Белградом 16 серпня 1717. Мав добрі стосунки з генералами австрійської армії Гвідо Старембергом, Мерсі Бонневалем. Критикував самолюбного короля Речі Посполитої та надмірні вольності шляхти, через що планував залишитись за кордоном. Додому повернувся на прохання сестри (у званні полковника австр. армії).
Повернувся під час слабшання антируського курсу в політиці Речі Посполитої. Єдиний мальтієць в Р. П., оголосив правові претензії на маєтки Острозької ординації після смерті Є. К. Любомирського 1720 року. Спадкоємцем став Павло Сангушко і Август Чорторийський даремно пробував отримати частину спадщини у 1724 і 1726 роках. Відвідував Відень, вагався стосовно залишення в Речі Посполитій. Після можливості пошлюбити вдову воєводину полоцьку Зоф'ю (вдову Денгоффа, дідичку «Сенявщини» з 1728) став боротись за її руку. Мав дуель з Каролем Тарлом через неї, під час якої дозволив стріляти в себе 2 рази, після чого запитав у претендента, чим ще може бути корисний (дуже заімпонувало вдові). Кавалерування тривало ще 3 роки.
1730 року один раз був послом на Сейм гродненський від Інфлянтів. 1 червня 1729 у званні полковника став шефом регіменту пішої коронної гвардії, 14 червня став генералом. 1731 став кавалером ордену Білого Орла. 1733 підтримував з Потоцькими кандидатуру Лещинського на трон. Брав участь з гвардією в обороні Гданська, піддався з іншими 29 червня 1734 року Августу ІІІ.
Після отримання Юзефом Потоцьким посади великого коронного гетьмана, полишив військову кар'єру, а зусилля спрямував на створення потужних маєтків, які могли б рівнятись на маєтків Золотої та Срібної Пиляв. Наступні літа, зазвичай, проводив у Пулавах, зими у Вілянуві. Його інтереси пильнували відомі правники Томаш Дульскі, Юзеф Пуласкі, Гадзєвіч та інші.
Підтримував Барських конфедератів. Не  пошкодував грошей для підкупу російського дипломата Салдерна (1766, 1771 років) для звільнення з секвестру маєтків брата та зятя. Не склав у передбачені терміни присяги Єкатєріні II, за що було конфісковано маєток у Шклові, який приносив 300000 золотих річного доходу. Переконав сина скласти присягу Єкатєріні II. Останнім політичним зусиллям була спроба віддати корону Речі Посполитої архикнязю Максиміліяну у 1774, 1776 роках (невдала).
Був похований у підземеллях костелу св. Хреста у Варшаві.

## Маєтності
Одружившись (11 липня 1731) з Марією Софією із Сенявських (овдовів 21 травня 1771), отримав величезні маєтності згаслого роду Сенявських. Володів:
- Ярославське графство (Червона Русь), Бережани, Сенява, Олешиці, Букачівці, Висоцьк
- Крешовиці (Краківське воєводство), Пулави (Любельське воєводство), Клевань, Жуків (Волинь)
- Гранів, Меджибіж, Тарноруда, Зіньківці, Миколаїв, Стара Сенява на Поділлі
- Шкловське графство, Стовпці, Воложин (Литва).

Річні доходи складали 3 млн злотих, мав 5 пишних резиденцій: Бережани, Сеняву, Пулави, Вілянув, Тарноруда. 
Вижняни купив 1762 року в Габріеля Ольшевського.

## Меценат
Надавав кошти для Віленської академії. костелів у Тенчині, Муравіці, Яновій, Даховічах, Влостовічах, греко-католицької церкви у Бережанах, Тарноруді, Ритвянах, Сташові, Гримайлові.

## Посади, звання
Староста калуський, косьцєжинський, луциньський, лятовіцький, в 1742—1750 староста гродовий Варшави (передав Фр. А.Брюлю, взамін отримав генеральне староство Поділля 20 серпня 1750, переказав його 1758 сину Адаму).